# La Solitude (Baudelaire)
Pour les articles homonymes, voir La Solitude.
La Solitude est un poème en prose de Charles Baudelaire, le vingt-troisième du recueil Spleen de Paris (1869).
Il a été publié pour la première fois en 1855 dans Fontainebleau, recueil en hommage à Claude-François Denecourt, puis en 1857 dans la revue Le Présent, et en 1861 dans la Revue fantaisiste ; une version modifiée paraît en 1864 dans la Revue de Paris, avant d’être reprise dans le recueil Petits poèmes en prose en 1869. Cet ouvrage rend compte de la vie moderne « dans une prose poétique sans rythme et sans rimes, assez souples et assez heurtée pour s'adapter aux mouvements lyriques de l’âme ». À travers « La Solitude », poème faisant partie de ce recueil, Baudelaire expose sa manière de concevoir la vie en société. Ses idées sont tout à fait explicites : pour lui, l’homme est fait pour vivre seul, la solitude est donc la clé du bonheur. Ses pensées sont contraires à la civilisation. Il écrit alors en prose afin de montrer son opposition aux règles établies, ce qui est tout à fait moderne pour l’époque.